# Epina alleni
Epina alleni är en fjärilsart som beskrevs av Fernald 1888. Epina alleni ingår i släktet Epina och familjen Crambidae. Inga underarter finns listade i Catalogue of Life.